# Grays de Homestead
Les Grays de Homestead (en anglais : Homestead Grays) sont un club de baseball fondé en 1912 à Homestead en Pennsylvanie dans la banlieue de Pittsburgh et qui met fin à ses activités en 1950. Cette formation de Negro League est membre des ligues majeures noires en 1929 puis de 1935 à 1948. Avec des joueurs talents comme Smokey Joe Williams, Josh Gibson et Cool Papa Bell, les Grays dominent la NNL en remportant notamment neuf titres consécutifs de 1937 à 1945.

## Histoire
Le club est créé en 1912 sur les restes des Germantown Blue Ribbons fondés en 1900. Ce club cesse ses activités en 1910. Les joueurs se regroupent alors au sein d'un club formel qu'ils baptisent Murdock Grays. En 1912, le club des Homestead Grays est officiellement créé.
Les Grays font une première apparition en ligues majeures noires en 1929 mais s'y installent durablement à partir de 1935. Ils enlèvent le premier de leurs dix titres de la Negro National League en 1937. Ils s'imposent également à trois reprises en séries mondiales noires.
De 1935 à 1938, les Grays disputent quelques matches dans le stade des Pirates de Pittsburgh, Forbes Field, et évoluent principalement dans l'enceinte des Crawfords de Pittsburgh, Gus Greenlee Field. De 1938 à 1948, les Grays se partagent entre Forbes Field et le Griffith Stadium de Washington. En concurrence direct avec les Crawfords à Pittsburgh, les Grays évoluent à Washington à la recherche de meilleures recettes.
Les plus talentueux des joueurs ayant évolué sous le maillot des Grays sont Smokey Joe Williams, (1925-1932), Josh Gibson (1930-1931, 1937-1946) et Cool Papa Bell (1932, 1943-1946).

## Palmarès
- Vainqueur des Séries mondiales noires : 1943, 1944 et 1948.
- Champion de la Negro National League (deuxième version) : 1937, 1938, 1939, 1940, 1941, 1942, 1943, 1944, 1945 et 1948.

## Joueurs au Hall of Fame
- Cool Papa Bell, OF, 1932, 1943-46
- Ray Brown, P, 1937-45
- Oscar Charleston, OF, 1930-31
- Martín Dihigo, P, 1928
- Bill Foster, P, 1931
- Josh Gibson, C, 1930-31, 1937-46
- Judy Johnson, 3B, 1930, 1937
- Buck Leonard, 1B, 1934-50
- Cum Posey, Founder-Owner, 1912-46
- Willie Wells, SS, 1932
- Smokey Joe Williams, P, 1925-32
- Jud Wilson, 3B, 1929-31, 1941-46